# Wadi Shuʿeib (sit arheologic)
Wadi Shuʿeib este un sit arheologic neolitic din Wadi Shuʿeib, Iordania. Considerată „mega-sit”, ea constă din rămășițele satului mare ocupat în perioadele neoliticului preceramic B și neoliticului târziu.